# Amo y señor
Amo y señor fue una popular telenovela argentina emitida durante el año 1984. Protagonizada por Arnaldo André y Luisa Kuliok. Coprotagonizada por Paula Pourtale, Juan Peña, Adela Gleijer, Jorge Sassi, Clotilde Borella y Jorge D'Elía. También, contó con las actuaciones especiales de Boris Rubaja y los primeros actores María Concepción César, Diana Ingro, Elvia Andreoli y Rey Charol. Y las participaciones de Cristina Rozadilla, Boy Olmi y Antonio Caride como actores invitados.
Causó enorme repercusión por combinar dosis poco usuales (para los parámetros de la época) de erotismo y violencia física. Ha sido calificada como "la novela del destape", por haber sido emitida a menos de un año del retorno a la democracia en Argentina luego de un período cultural signado por la represión de la dictadura militar.

## Elenco
El elenco de la telenovela estuvo conformado, entre otros, por 
- Arnaldo André
- Luisa Kuliok
- María Concepción César
- Elvia Andreoli
- Diana Ingro
- Jorge Sassi
- Boris Rubaja
- Cristina Rozadilla
- Boy Olmi
- Adela Gleijer
- Juan Marcelo
- Rey Charol
- Paula Pourtale
- Juan Peña
- Clotilde Borella
- Antonio Caride

EQUIPO TÉCNICO:
- Autor: Carlos Lozano Dana
- Escenografía: Ponchi Morpurgo
- Iluminación: Alberto Toledo / Hugo Lettieri
- Sonido-Musicalziación: Hugo García
- Producción: Horacio Romairone
- Producción ejecutiva: José María Funes
- Producción general:Raúl Lecouna
- Asistente de dirección: Carlos Koller
- Puesta en escena y dirección: Juan David Elicetche

## Argumento
La historia gira en torno al recio y adinerado Alonso Miranda (André), el poderoso mandamás de una ciudad llamada Puerto Caliente. A pesar de su fortuna, Miranda no es un hombre de alcurnia, sino un "nuevo rico". Por ello, en pos de conseguir el tan deseado estatus social busca el amor de Victoria Escalante (Kuliok), cuya familia es muy aristocrática pero -a la inversa- está atravesando apremios económicos. Toda la trama se desarrolla en una ficticia ciudad subtropical del norte argentino, en la que se mezclan negocios ilícitos como el contrabando y el juego clandestino.

## Cortina musical
El tema musical de apertura era "Eso me pasa por volar" interpretado por Juan Marcelo.

## Recepción y críticas
La telenovela alcanzó altos índices de audiencia (39 puntos de índice de audiencia promedio) y se emitía por Canal 9 al mediodía. Producida por Raúl Lecouna, tuvo la particularidad de ser transmitida por el primer canal que volvía a manos privadas (se restituía a Alejandro Romay) luego de un período marcado por el predominio de control estatal sobre la televisión. Esa circunstancia propició que tanto el guion (a cargo de Daniel Delbene, sobre una historia original de Carlos Lozano Dana) como la producción pudiera correr ciertos límites tradicionales del género, especialmente en lo relativo a las frecuentes cachetadas que se propinaban los protagonistas.
Amo y señor fue contemporánea de las telenovelas Cuatro hombres para Eva e Historia de un trepador. 

### Cachetadas
La telenovela es especialmente recordada por ser una de las primeras en las que las cachetadas se las propiciaba no sólo la heroína al galán, sino sobre todo a la inversa (lo que no era habitual). Según André, todo comenzó de manera casual en uno de los primeros capítulos (fueron 175 en total) cuando él le pegó a Kuliok y se decidió que esa escena formara parte de la promoción del programa. "Al final se transformó en la manera de solucionar las discusiones, y era lo que más atraía a la protagonista, que volvía siempre a por más cachetazos".